# Annatherapsidus

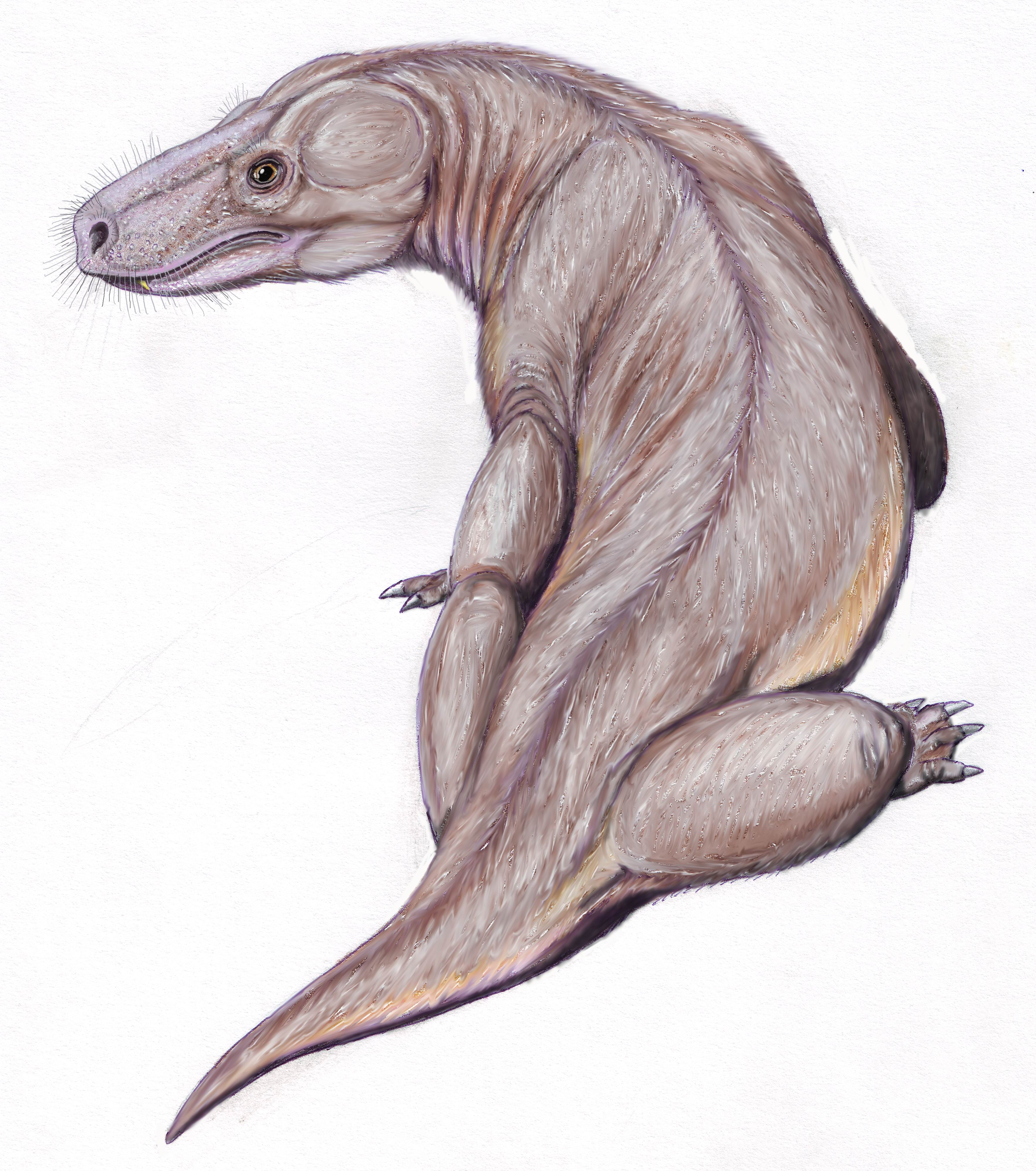
Representación artística de un Annatherapsidus.

Annatherapsidus es un género extinto de sinápsidos teriodontos del Pérmico Superior de Rusia.